# Stella Hudgens
Stella Teodora Guangco Hudgens mais conhecida como Stella Hudgens (Ocean Beach, Califórnia, 13 de novembro de 1995) é uma atriz iniciante dos Estados Unidos da América.
Filha de Greg e Gina Hudgens, Stella é principalmente conhecida por ser irmã da atriz e cantora Vanessa Hudgens. Já fez alguns trabalhos em vários seriados americanos e participou de séries como The Memory Thief, According to Jim e American Family. Também esteve no videoclipe "Come Back To Me", de sua irmã mais velha (Vanessa Anne Hudgens) e já saiu na edição de setembro de 2011 da Teen Vogue.
Além disso, Stella malha, faz Ballet, Ice skating e dança num famoso complexo de dança em LA, o Millenium dance complex.